# Warszawski Klub Seniorów Lotnictwa
Warszawski Klub Seniorów Lotnictwa ,WKSL – stowarzyszenie weteranów pracy i służby w lotnictwie. 

## Historia
Stowarzyszenie weteranów pracy i służby w lotnictwie, będące dziedzicem Klubu Seniorów Lotnictwa założonego w kwietniu 1939 roku przy Aeroklubie Rzeczypospolitej Polskiej, wznowionego po wojennej przerwie początkowo pod nazwą Komisji Historycznej Aeroklubu RP, a od 1957 roku jako Klub Seniorów Lotnictwa. Nazwę „Warszawskiego” Klub nosi od 1969 roku. Od roku 1994 WKSL jest stowarzyszeniem samodzielnym, reprezentowanym w Radzie Seniorów Lotnictwa przy Aeroklubie Polskim. Od 2007 r.  dysponuje własnym sztandarem. 

## Cele stowarzyszenia
WKSL funkcjonuje w oparciu o statut (ostatnia wersja z października 2017 r.), który wśród głównych celów stowarzyszenia wymienia:
- działania na rzecz lotnictwa;
- integrowanie społeczności lotniczej;
- kultywowanie tradycji polskiego lotnictwa; raz
- opiekę nad przedmiotami i miejscami ważnymi dla historii lotnictwa.

Przedsięwzięciami służącymi realizacji powyższych celów są okresowe spotkania członków Klubu, akcje odczytowe, wycieczki, uczestnictwo w związanych z lotnictwem imprezach  okolicznościowych, działania na rzecz utrwalania pamięci o osiągnięciach polskiego lotnictwa, w szczególności wśród młodzieży, prowadzenie modelarni lotniczych oraz opieka nad miejscami związanymi z historią polskich skrzydeł, w tym nad ponad 400 grobami lotników na cmentarzach Warszawy i okolic.

## Osiągnięcia
Powyższe działania WKSL pozostawiły trwały ślad w postaci    
- tablicy na ścianie kaplicy na terenie wojennego cmentarza w Radzyminie ufundowanej przez WKSL w 1989 r., upamiętniającej lotników z załóg zestrzelonych tu 3 bombowców „Łoś” poległych we wrześniu 1939 r.;
- ufundowanego przez WKSL w 2000 r. „Głazu Pamięci” na terenie przedwojennego lotniska mokotowskiego w Warszawie z tablicami  przypominającymi  wspaniałą przeszłość tego miejsca  i jego lokalizację;
- odbudowanego przez WKSL w 2006 r.  na terenie warszawskiego cmentarza  Powązki Wojskowe grobowca Stanisława Latwisa, twórcy melodii popularnego „Marsza Lotników”;
- tablicy umieszczonej w 2012 r. w zespole szkół w Lisich Jamach na Rzeszowszczyźnie, upamiętniającej urodzonego w tej miejscowości słynnego konstruktora lotniczego prof. dr inż. Franciszka Misztal;
- odrestaurowanego staraniem WKSL w 2015 r. na terenie warszawskiego  Cmentarza Północnego grobowca Jana Nagórskiego, pierwszego pilota polarnego i pioniera lotów w Arktyce;
- tablicy upamiętniającej Bolesława Orlińskiego, wybitnego pilota doświadczalnego i wojskowego, umieszczonej w 2018 r. przy  jego przedwojennym domu w Warszawie;
- serii wydawnictw „Ludzie lotnictwa” przypominających  biografie zasłużonych osobistości polskiego lotnictwa: Tadeusza Rejniaka, Bronisława Żurakowskiego, Jana Oderfelda, Włodzimierza Wilanowskiego,  Franciszka Misztala  i  Leszka Dulęby;
- publikacji  książkowych na „warszawskie” tematy:  „70 lat  Warszawskiego Klubu Seniorów Lotnictwa (1939-2009)”  i „100 lat Lotniska Mokotowskiego (1910-2010)”.

## Władze
W ciągu istnienia WKSL przez jego szeregi przewinęło się blisko 1000 weteranów pracy i służby w lotnictwie, rezydujących w Warszawie lub jej okolicy. Nieprzeciętnymi osobistościami byli prezesi Klubu. Pierwszym, przedwojennym, był ks. Janusz Radziwiłł, pierwszym zaś po wojnie znany działacz aeroklubowy, pilot doświadczalny i sportowy Kazimierz Chorzewski. Przez kilkanaście lat prezesem WKSL był Włodzimierz Wilanowski, b .dyrektor PLL LOT, po nim inni LOT-owcy, Zbigniew Dąbkowski i Jerzy Ekner oraz, przez 9 lat, Jerzy Madler, wieloletni  nauczyciel akademicki na Wydziale  Mechanicznym Energetyki i Lotnictwa Politechniki Warszawskiej. Od 2018 r. funkcję prezesa WKSL sprawuje Lesław Karst, absolwent Wydziału. MEiL PW. zasłużony menadżer polskiego agrolotnictwa, organizator jego wieloletnich operacji w Afryce.   

## Zasłużeni działacze
Wśród członków WKSL było i jest wiele postaci, których nazwiska są na trwale zapisane w historii lotnictwa polskiego, jak np. pierwszy Polak z międzynarodową licencją pilota samolotowego Michał hr. Scipio del Campo, pionier lotów arktycznych Jan Nagórski, baloniarze, triumfatorzy zawodów o puchar Gordona Bennetta, Franciszek Janik i Zbigniew Burzyński, wybitny inżynier i wynalazca Jan Oderfeld, znani konstruktorzy Ryszard Bartel, Bronisław Żurakowski i Leszek Dulęba, piloci komunikacyjni Klemens Długaszewski i Stanisław Płonczyński, piloci myśliwscy, weteran września 1939 Włodzimierz Gedymin i pilot Polskich Sił Powietrznych w Anglii Jerzy Szymankiewicz, zasłużone polskie lotniczki z wojennej organizacji ATA (Air Transport Auxiliary) Anna Leska-Daab i Jadwiga Piłsudska-Jaraczewska, słynny oficer wywiadu AK Kazimierz Leski, organizator światowych sukcesów polskich szybowników Tadeusz Rejniak, konstruktor szybowców Tadeusz Kostia i wielu innych. Wyróżniającymi się grupami są w WKSL byli piloci PLL LOT, piloci doświadczalni, mechanicy obsługi sprzętu latającego, agrolotniczy, kontrolerzy ruchu lotniczego, dydaktycy i eksperci lotniczy, inspektorzy nadzoru lotniczego i byli wojskowi.

## Formy działania
Ważną formą działalności WKSL są spotkania i prelekcje. Szczególnie uroczysty charakter mają spotkania z okazji Świąt Bożego Narodzenia („Opłatki”) i Wielkiej Nocy („Jajka”), służące  wzmocnieniu więzi między członkami. Comiesięczne spotkania, którym zazwyczaj towarzyszą prelekcje zaproszonych ekspertów lub pokazy filmów, są ukierunkowane - obok  podtrzymywania koleżeńskich więzi - na rozszerzanie wiedzy członków Klubu, zwłaszcza historycznej.. Podobną rolę spełniają wycieczki do ciekawych miejsc w kraju i zagranicą, organizowane zazwyczaj we współpracy z pokrewnymi stowarzyszeniami lotników wojskowych. W kraju odbywają się one na lotniska, do muzeów i miejsc pamięci, natomiast zagranicą wycieczki są zazwyczaj związane ze śledzeniem „polskich śladów” - dotychczas odbyły się one do USA, Rosji, Ukrainy, Holandii, Niemiec i Izraela. 
Systematycznie prowadzona jest przez Klub akcja czczenia miejsc pamięci” związanych z lotnictwem. Są nimi warszawskie lotnicze pomniki, teren przedwojennego Lotniska Mokotowskiego oraz miejsca głośnych tragicznych katastrof lotniczych (Cierlicko 1932, Michałowice 1936, Białobrzegi 1963, Okęcie 1980, Las Kabacki 1987. 
Działalność WKSL była wielokrotnie honorowana: m.in. Klub otrzymał dwukrotnie Medal Opiekuna Miejsc Pamięci Narodowej (w 1989 r. Srebrny, a w 2014 r. Złoty), w 1999 roku Wyróżnienie Honorowe „Błękitne Skrzydła”, w 2009 r. Medal „Pro Memoria” oraz tytuł „Zasłużonego dla Warszawy” i odznakę „Syreny” a w 2014 r. Złoty Medal „Za Zasługi dla Obronności Kraju” i Złoty Medal Aeroklubu Polskiego. Z Międzynarodowej Federacji Lotniczej FAI dyplomy Paula Tissandiera otrzymało kilku członków WKSL. W 2017 roku ta sama Federacja wyróżniła weterana Klubu Ryszarda Witkowskiego – jako 15. osobę na świecie, a pierwszego Polaka - Złotym Medalem Wiropłatowym (FAI Gold Rotorcraft Medal). W kraju odznaczeniami państwowymi i resortowymi  uhonorowano wielu członków WKSL 
Klub, funkcjonujący w oparciu o społeczną działalność swoich członków, współpracuje z licznymi instytucjami i organizacjami, które go w różnej formie wspierają. Ze strony Sił Powietrznych czyni to warszawska 1 Baza Lotnictwa Transportowego, z którą WKSL podpisał w 2010 r. porozumienie o współpracy, a po stronie cywilnej PLL LOT, Instytut Lotnictwa, Politechnika Warszawska, Polska Agencja Żeglugi Powietrznej i władze samorządowe warszawskich dzielnic Ochota, Włochy i Mokotów. Wiele działań jest podejmowanych wspólnie ze szkołami, których patronami są wybitne postaci polskiego lotnictwa.

## Zdjęcia

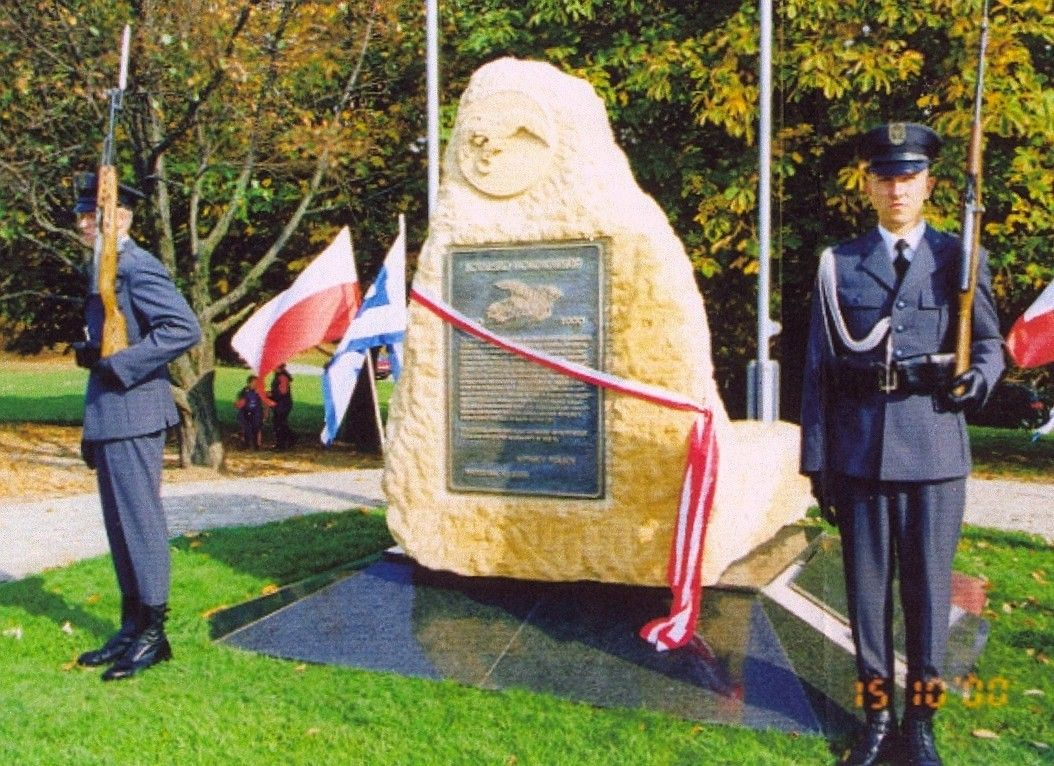
"Głaz Pamięci” w Warszawie na Polu Mokotowskim i tablica przypominająca dawną lokalizację lotniska
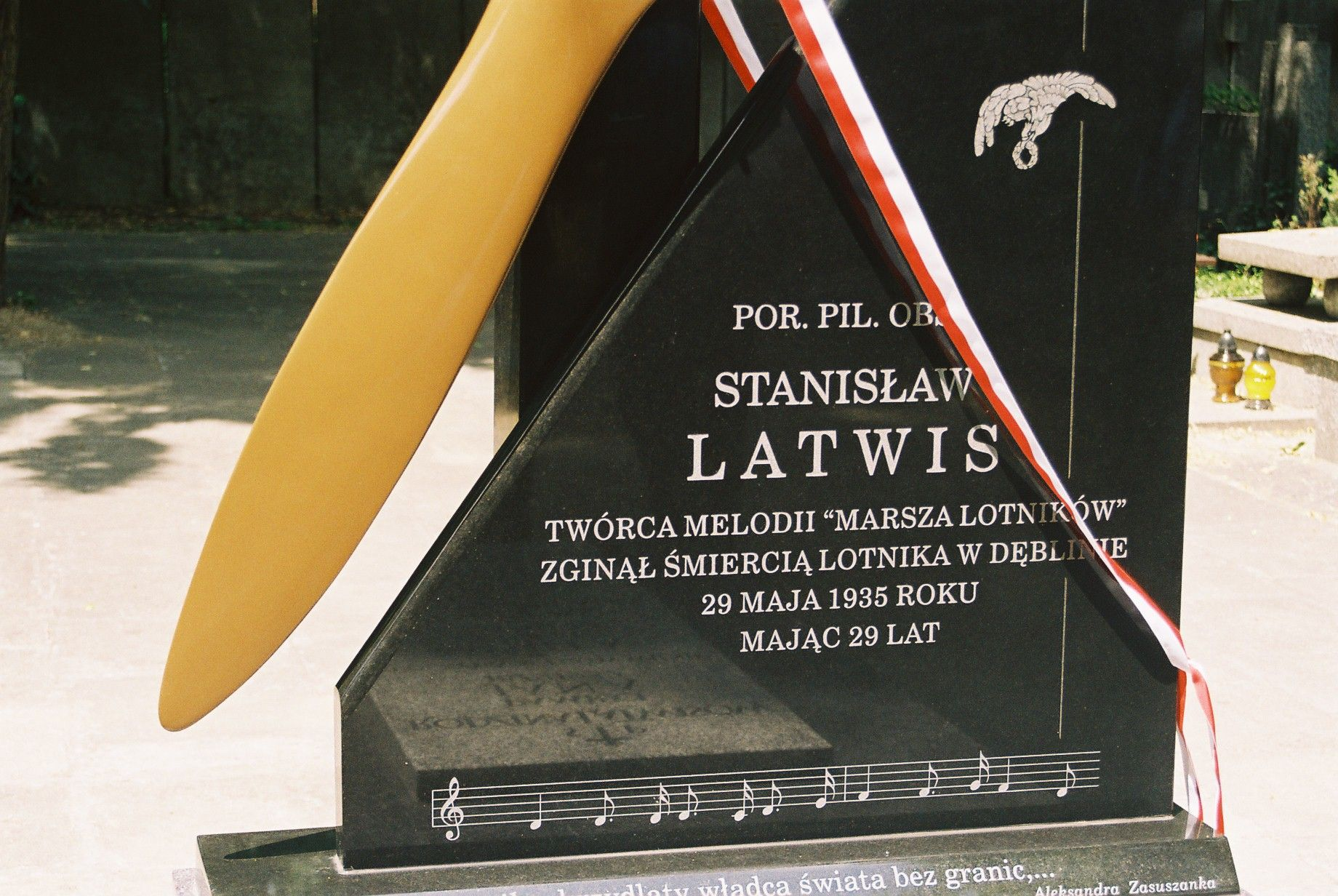
Odrestaurowany grób pilota Stanisława Latwisa
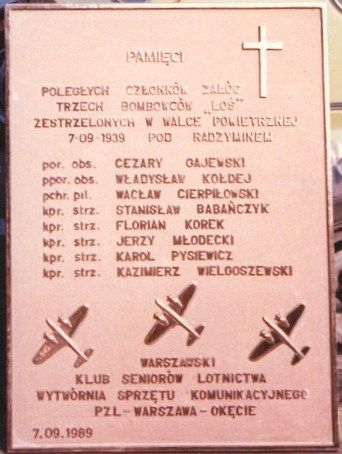
Tablica poświęcona poległym lotnikom polskim w Kampanii Wrześniowej w Radzyminie